# Reboredo (Oza-Cesuras)
Reboredo (llamada oficialmente Santiago de Reboredo) es una parroquia española del municipio de Oza-Cesuras, en la provincia de La Coruña, Galicia.

## Entidades de población
Entidades de población que forman parte de la parroquia:
- Agra
- Mayal (Maial de Arriba)
- Portorraro
- O Loureiro
- Moreiras
- O Pazo
- Salgueiros
- O Valado
- Os Vilares

## Despoblado
- Naballo (O Navallo)

## Demografía
| Gráfica de evolución demográfica de Reboredo entre 2000 y 2019 |
|                                                                |
| Datos según el nomenclátor publicado por el INE.               |